# Vámosmikola
Vámosmikola là một thị trấn thuộc hạt Pest, Hungary. Thị trấn này có diện tích 25,29 km², dân số năm 2010 là 1617 người, mật độ 64 người/km².